# 红汞
红汞是含荧光素母体的有机汞二钠盐，其結晶有綠色金屬光澤，可用作杀菌剂，其2%溶液称为红药水。由于含汞且作用较差，现已很少使用。

## 用途
红汞最常被用作杀菌剂，但它和硫柳汞已被美国食品药品监督管理局认定为作用较差，在美国已不再使用。当作用于伤口时，它的深红色颜色导致无法辨认出伤口是否有红斑或发炎，难以判断伤口是否已感染。
此外，生物上用红汞来染切缘组织，工业上用来着色探伤。

## 红药水
红药水是含2%红汞和98%酒精或水的酊剂，杀菌效果1919年由Hugh H. Young发现。之后的很长时间内红药水都是常用的日用杀菌剂。由于担心潜在的汞中毒，1998年，美国食品药品监督管理局（FDA）将其划分为“未经试验”分类，并在美国境内停用。在日本，到2019年為止只剩下三榮製藥有生產，但日本政府考慮到汞污染，規定紅藥水只能生產至2020年底為止，三榮製藥配合政策決定2020年底之後停產紅藥水。其他大多数国家仍在使用红药水。在中国，汞溴红溶液虽未被禁止生产使用，但作为处方药管理，截至2022年10月，中国国家药品监督管理局数据库中有16款汞溴红溶液的批准文号注册在案。
红药水不可以和碘酒混用。由于红药水是汞和溴的化合物，碘酒含碘，如果混合使用，红药水中的汞和碘酒中的碘就会发生化学反应形成碘化汞。碘化汞对机体组织有腐蚀性和毒性，轻则破坏皮肤组织，发生红肿、水疱，重则引起皮肤中毒，导致伤口化脓。

## 另見
- 紫藥水
- 黃藥水